# 747
För andra betydelser, se 747 (olika betydelser).
747 (DCCXLVII) var ett normalår som började en söndag i den julianska kalendern.

## Händelser

### Okänt datum
- Karloman, maior domus av Austrasien drar sig tillbaka från politiken och går i kloster.

## Födda
- Offa, kung av Mercia 757–796 och England 774–796 (född omkring detta år)

## Avlidna
- Li Shizhi, kinesisk kansler.